# Glaskogen
Glaskogen är ett naturreservat i västra Värmland som omfattar sjöarna Stora Gla och Övre Gla med omgivande områden inom kommunerna Arvika, Eda, Säffle och Årjäng.
Glaskogen är 28 000 hektar stort. Stora delar av området karaktäriseras av ödemarksbygd med glesbebyggda eller obebyggda skogsmarker. Det är skyddat sedan 1970, utökat 1981 och 1982. Området är starkt kuperat, sjörikt och ligger inom ett från omgivande bygder ganska väl avgränsat höjdområde där större delen är 200–300 meter över havet.
Reservatet är rikt på fåglar. Där häckar ärtsångare, tretåig hackspett, rödvingetrast, nötkråka, kungsfågel och törnskata. Vid sjöarna finns storlom och smålom. Bland de större fåglarna märks duvhök, ormvråk och bivråk.  Storlom och smålom har sina revir vid flera av sjöarna.
Området har relativt ogynnsamma växtbetingelser med generellt mager vegetation. Trots detta är reservatet av stort intresse då flera växtzoner möts inom området och man kan finna både dvärgbjörk och lappvide, som annars hoppat över dalen runt Glafsfjorden norr ifrån, men åter igen dyker upp söderut i Glaskogen.
Sjöar och vattendrag i reservatet är mycket rena eftersom avlopp och utsläpp från bebyggelse och industrier inte förekommer.
Vandringslederna i naturreservatet är totalt 300 km långa. Alla leder är markerade med orange färg, skyltar i korsningar och utefter lederna ligger vindskydd, övernattningsstugor och rastplatser. Under vintern finns ett preparerat skidspår för längdskidåkning vid Lenungshammar. I Lenungshammar vid sjön Övre Gla finns en informationscentral med bland annat camping, butik, servering, uthyrning av kanot och cykel samt dusch.
Glaskogen har mycket gamla anor, fornlämningar som stenåldersbosättningar och fångstgropar finns på flera platser i området. På 1600-talet kom många finnar hit och slog ned sina bopålar. De röjde marken med hjälp av svedjebruk och en del av Glaskogen kallas just ”Finnskogen”. Detta syns i bevarade finskklingande namn som t.ex. mossen "Petsamo" i reservatets södra del.
Naturreservatets anläggningar - såsom vindskydd, ved och övernattningsstugor - sköts av Arvika, Eda, Säffle och Årjängs kommuners kontrollerade Stiftelsen Glaskogen.